# Peter Welz (Videokünstler)

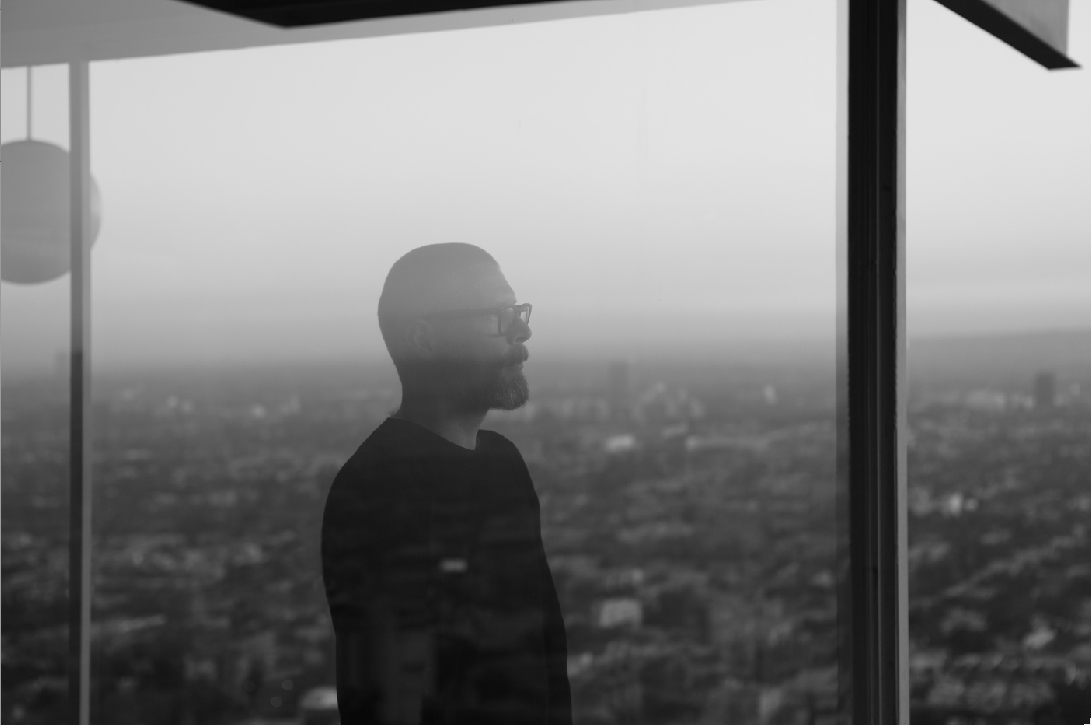
Peter Welz (2013)

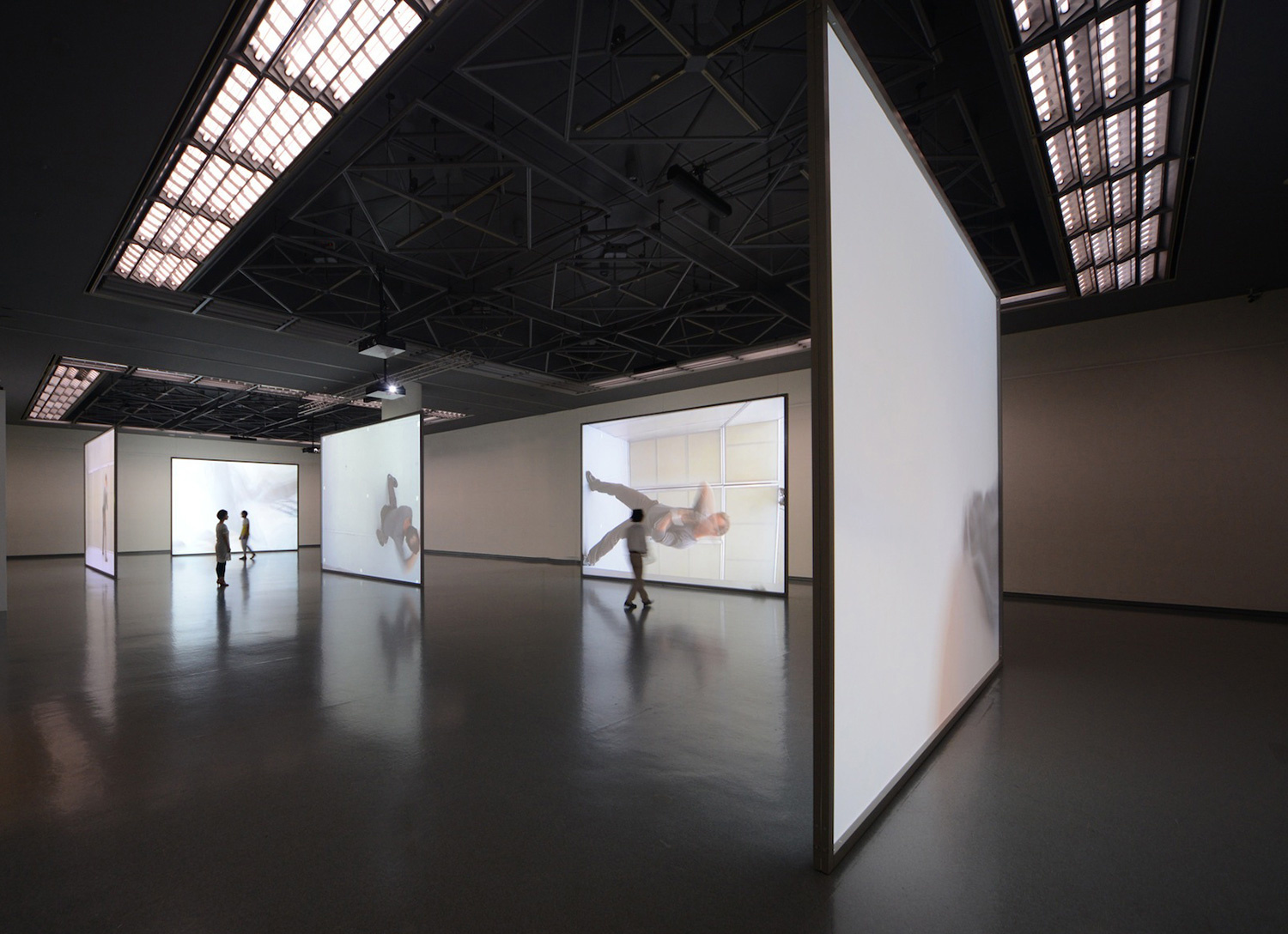
„Whenever on on on nohow on airdrawing“, eine Zusammenarbeit zwischen Peter Welz und dem amerikanischen Choreographen William Forsythe

Peter Welz (* 1. Dezember 1972 in Lauingen) ist ein deutscher Installations- und Videokünstler.

## Leben
Peter Welz zählt zu den aufstrebenden Künstlern der Berliner Kunstszene. Seine künstlerischen Arbeiten sind einerseits bekannt für ihre kinetischen, skulpturalen und installativen Versuchsanordnungen, andererseits spielt das minimale Filmische eine zentrale Rolle. Neben Fragen an den Status des Bildes, dem Skulpturalen und der Frage nach dem Verhältnis von Bild und Raum sind es in jüngster Zeit besonders Aspekte des Figürlichen, die seine Arbeiten prägen. Welz’ künstlerisches Schaffen spiegelt auch seine Auseinandersetzung mit Samuel Beckett wider. Bekannt wurde er zudem durch eine fünfteilige Videoinstallation, die in enger Zusammenarbeit mit dem Choreographen William Forsythe entstand.
Im Jahr 2020 war Welz als einer von 117 in Berlin lebenden Künstlern in der Ausstellung Studio Berlin des Techno-Clubs Berghain mit dem Werk Fuck Your Loneliness vertreten.
Werke von Peter Welz befinden sich u. a. in der Sammlung Goetz, der Sammlung Falckenberg, in der Sammlung des Museums für Moderne Kunst  in Frankfurt am Main. und im Pariser Centre Pompidou.

### Studium und Lehre
Peter Welz wurde am National-College of Art and Design (Dublin), am Chelsea College of Art and Design (London) und an der Cooper Union (New York) ausgebildet. Er führte Lehrtätigkeiten an der Hochschule für Technik Stuttgart (Fakultät für Architektur – Bachelor), der Università IUAV di Venezia Venedig (Fakultät für Film und Architektur – Master) sowie der Virginia Commonwealth University Qatar (Fakultät für Experimentalfilm, Video und Installation) durch.

### Stipendien
Peter Welz erhielt seit 2003 neun Stipendien / Künstlereresidenzen weltweit. Dazu zählen unter anderem das Stipendium der Konrad-Adenauer-Stiftung Berlin (2003), die Künstlerresidenz in der Villa Aurora Los Angeles (2012) oder die Künstlerresidenz im Casa degli Artisti Mailand (2020/2022).

## Werke (Auswahl)
Porträt 1:retranslation | final unfinished portrait [Francis Bacon] | figure inscribing a figure
Das Porträt #1 „retranslation | final unfinished portrait [Francis Bacon] | figure inscribing a figure“ wurde in der Ausstellung „Corps étrangers“ im Musée du Louvre präsentiert. Peter Welz und William Forsythe untersuchen darin die bewegte menschliche Figur und ihre Beziehung zum Raum mit einer Installation, die Videoprojektionen, Zeichnung und Malerei vermischt. Die Inspiration für das Porträt bildete Francis Bacons letztes unvollendetes Selbstporträt.
Porträt 2: Casa Malaparte
Das “Casa Malaparte” ist Peter Welz zweites Porträt. Curzio Malaparte’s Haus definiert sich als sein architektonisches Portrait: "Ein Haus wie ich: traurig, hart und streng" („casa come me:„triste, dura, severa“). Durch den darin enthaltenen Dialog zwischen zwei architektonischen Ikonen, dem Barcelona-Pavillon und dem Casa Malaparte, bildet es kein klassisches Porträt ab. Der Installationsansatz verwandelt die Architektur in ein skulpturales Mittel für die Projektion und vermittelt zwischen den beiden Gebäuden, wodurch diese miteinander in Resonanz treten und einander kommentieren.
Porträt 3: Outtake | Monica Vitti
Das dritte Porträt „Outtake | Monica Vitti “ ist ein Hybridwerk zwischen einer architektonischen Skulptur und einer Videoinstallation. Es ist dem Regisseur Michelangelo Antonioni gewidmet. Dessen erster Farbfilm „Desserto Rosso“ handelt von einer Frau, die versucht, in der modernen Welt kultureller Neurosen und existentieller Zweifel zu überleben. Die durch Monica Vitti verkörperte Frau ist Bestand des Porträt 3. Die projizierte Videosequenz konzentriert sich auf einen sehr entscheidenden Moment von Red Desert, als Monica Vitti aufgefordert wird zu weinen. Es ist der verletzlichste, privateste und machtloseste Moment und der Punkt, an dem sich die fiktive Realität mit der tatsächlichen überschneidet. Für die Projektion verwendet Peter Welz ein skulpturales und architektonisches Element aus Stahl, das in der modernen Architektur häufig als räumliches Element verwendet wird.
Porträt 4: AA Bronson
AA Bronson, ein kanadischer Künstler, Kurator und Mitbegründer des Künstlerkollektivs General Idea, ist das Element des vierten Porträts von Peter Welz. Bronson, der alleine in einem undefinierten Raum steht, wird die von zwei synchronisierten Kameras auf kreisrunden Kameraschienen umkreist. Gelegentlich hört man Schritte und das Surren der Kameras. Die beiden Sequenzen werden auf zwei monumentale Leinwände projiziert, die schräg im Ausstellungsraum positioniert sind. Die unterschiedlichen Perspektiven der Kameras werden im Verhältnis zueinander verstanden, sie laufen zusammen und verschränken sich. Die zentrale Inszenierung einer einzelnen Figur ohne Erzählung oder szenische Einbettung erinnert an Andy Warhols Screen Tests. Welz folgt bewusst dieser Tradition und entwickelt dabei eine eigene ästhetische und methodische Herangehensweise.
Porträt 5: Douglas Gordon
Porträt 5 „Douglas Gordon | take 02“ wurde 2021 in Gordons Studio mit zwei iPhones aufgenommen. Die beiden synchronisierten Sequenzen der Hände sind gegenüber im Raum positioniert, greifen zueinander und überbrücken den fragmentierten Körper, bilden eine Choreography meist in einem unkontrollierten Dialog miteinander, klatschen manchmal in die Luft oder schlagen auf den Studioboden. Der Ton betont die Performance auf verstörende Weise. Das Porträt wurde im Casa degli Artisti in Mailand ausgestellt.

## Ausstellungen (Auswahl)
- 2005 Mönchehaus Museum Goslar, Deutschland.
- 2005 Renaissance Society, Chicago, IL, USA.
- 2006 Museum der Gegenwart, Hamburger Bahnhof, Berlin, Deutschland (kuratiert von Stan Douglas & Christopher Eamon).
- 2006 MIT, List Visual Art Center, Boston, MA, USA.
- 2006 Louvre, Galerie de la Melpomène, Paris, Frankreich.
- 2007 Weserburg Museum für moderne Kunst, Bremen, Deutschland.
- 2009 National Gallery of Modern Art, Galleria Nazionale d’Arte Moderna, Rom, Italien.
- 2013 Aichi Triennale 2013, Nagoya, Japan.
- 2013 Municipal Museum of Art, Toyota (Aichi), Japan.
- 2013 MOMAT Tokyo, National Museum of Modern Art, Tokyo, Japan.
- 2014 Galerie Crone: Ausstellung Malaparte,[18] Berlin, Deutschland.
- 2014/15 Galleria Fumagalli: Portraits & Installations (14. November 2014–6. Januar 2015),[19] Mailand, Italien.
- 2014/15 Weserburg Museum für moderne Kunst: Künstlerräume 02 (5. Dezember 2014–31. Mai 2015),[20] Bremen, Deutschland.
- 2017 Centre Georges-Pompidou at TriPostal de Lille,[21] Lille, Frankreich.
- 2017 Museo Nacional de Arte, Mexiko-Stadt, Mexiko.
- 2019 Deichtorhallen: Ausstellung Installations from 25 years of the Falckenberg Collection, Hamburg, Deutschland.
- 2019 Marta Herford: Ausstellung Stance & Fall: A Wavering World, Herford, Deutschland.
- 2020 Berghain, Boros Foundation: Ausstellung Studio Berlin,[22] Berlin, Deutschland.
- 2021 super bien, TELL ME[23], Berlin, Deutschland.
- 2022 Die Möglichkeit einer Insel, #saymaybe[24], Monica Bonvicini, Jonas Brinker, Cyprien Gaillard, Douglas Gordon, Peter Welz, Berlin, Deutschland.
- 2023 Villa Mautner-Jäger, Bet Alpha[25], Kira A. Princess of Prussia Foundation, Wien, Österreich.

## Werke in öffentlichen Sammlungen (Auswahl)
- Centre Georges Pompidou[26], Paris, France.
- Museum für Moderne Kunst[27] | MMK, Frankfurt, Deutschland.
- Galeria d’Arte Moderna[28] | GAM, Torino, Italy
- Lenbachhaus, Städtische Galerie[29], München, Deutschland.
- Deichtorhallen, Falckenberg Collection[30], Hamburg, Deutschland.
- Hoffmann Collection[31], Berlin, Deutschland.

## Auszeichnungen und Preise
- 2006: Förderpreis Gasag[32], financial grant, Berlin, Deutschland.
- 2007: AICA Awards[33], 2nd best thematic museum show Boston-area, MIT List Visual Art Center, USA.